# Weltreise
Weltreise – drugi album studyjny zespołu Schiller, wydany został w 2001 roku. Jest to ostatni album, przy którego tworzeniu brał udział Mirko von Schlieffen. Single promujące płytę to: „Dream of You”, „Ein schöner Tag” oraz „Dancing With Loneliness”. Do produkcji zaproszono wielu gości, między innymi byli to: Peter Heppner, Kim Sanders, Isgaard, Otto Sander, Franziska Pigula, Benjamin Völz, Tissy Thiers, Stefan Pintev.
Utwór „Ein schöner Tag” w zmienionej aranżacji, został użyty przez Sarah Brightman w albumie Harem z 2003 roku.

## Lista utworów
1. "Der Anfang" – 1:43
2. "Distance" (mit Kim Sanders) – 6:56
3. "Dream of You" (mit Heppner) – 4:00
4. "Schiller" – 7:07
5. "Ein Schöner Tag" (mit Isgaard) – 3:51
6. "Träume" – 5:29
7. "Aufbruch" – 2:02
8. "Fernweh" – 4:55
9. "Der Prophet" (mit Otto Sander) – 1:14
10. "Dancing with Loneliness" (mit Kim Sanders) – 4:47
11. "Heimweh" – 4:41
12. "Strandmusik' – 5:15
13. "Zaubergarten" – 5:11
14. "Destiny" – 4:21
15. "Einsamkeit" – 4:42
16. "Expedition" – 3:54
17. "Weltreise" – 2:42
18. "Das Ende" – 1:18

CD 2: (tylko w edycji limitowanej)
1. "Chill Out Mix" – 14:06

## Single
1. „Ein schöner Tag” (2000)
2. „Dream of You” (2001)
3. „Dancing with” Loneliness" (2001)